# 奥達雄
奥 達雄（おく たつお、1968年〈昭和43年〉1月15日 - ）は、日本の大蔵・財務官僚。

## 来歴
大阪府生まれ。京都市伏見区で育ち、洛星高等学校を卒業。1990年（平成2年）、京都大学法学部を卒業。同年、大蔵省に入省（大臣官房文書課）。入省後は広島国税局調査査察部調査第一部門（国税調査官）、主計局総務課企画係長を経て、1996年（平成8年）7月10日に近江八幡税務署長に着任。
主に主計局の畑を歩み、東日本大震災の復興予算などを担当。主計局総務課長、復興庁統括官付審議官などを歴任した。
2020年（令和2年）7月20日、近畿財務局長に就任。
2021年（令和3年）7月8日、主計局次長に就任。
2022年（令和4年）6月24日、財務省大臣官房総括審議官に就任。
2023年（令和5年）7月4日、理財局長に就任。
2024年（令和6年）7月5日、国税庁長官に就任。